# Werner Janzarik
Werner Janzarik (* 3. Mai 1920 in Zweibrücken; † 3. April 2019) war ein deutscher Psychiater und Hochschullehrer.

## Leben
Janzarik habilitierte sich 1959 mit dem Thema Dynamische Grundkonstellationen in endogenen Psychosen. Von 1951 bis 1974 wirkte er als Oberarzt und Leiter der Forensischen Sektion der Universität Mainz. Von 1974 bis 1988 war er als Nachfolger von Walter Ritter von Baeyer Direktor der Psychiatrischen Universitätsklinik Heidelberg. Zudem war er von 1977 bis 1990 Herausgeber der Zeitschrift Der Nervenarzt.
Werner Janzarik wurde im Jahr 1980 in der Sektion Neurowissenschaften als Mitglied in die Deutsche Akademie der Naturforscher Leopoldina aufgenommen.